# Allen Kurzweil
Allen Kurzweil (New York, 16 dicembre 1960) è uno scrittore statunitense.

## Biografia
Figlio d'emigrati ebrei viennesi, è cresciuto in Europa e negli Stati Uniti studiano all'Università "La Sapienza" e all'Università Yale.
Dopo avere lavorato per dieci anni come giornalista freelance in Francia, Italia e Australia, si è stabilito negli Stati Uniti dove tuttora vive con moglie e figlio a Providence.
Ha esordito nella narrativa nel 1992 con il romanzo La scatola dell'inventore finalista al Prix Médicis e vincitore l'anno successivo del Premio Grinzane Cavour nella categoria Giovane Autore Esordiente.
Tra le altre sue opere figurano un secondo romanzo, L'orologio di Maria Antonietta, due libri per ragazzi, un kit d'esperimenti ecologici, e un memoir incentrato sulla qurantennale ricerca compiuta dallo scrittore del bullo autore delle violenze ai tempi della scuola.

## Opere

### Romanzi
- La scatola dell'inventore (A Case of Curiosities), Milano, Bompiani, 1992 traduzione di Lisa Zaffi ISBN 88-452-1900-3.
- L'orologio di Maria Antonietta (The Grand Complication, 2001), Milano, Bompiani, 2002 traduzione di Annamaria Raffo ISBN 88-452-5249-3.

### Narrativa per ragazzi
- Leon e il ritratto sputato (Leon and the Spitting Image, 2003), Milano, Fabbri, 2004 traduzione di Beatrice Masini ISBN 88-451-0749-3.
- Leon and the Champion Chip (2005)
- Potato Chip Science (2010)

### Memoir
- Whipping Boy: The Forty-Year Search for My Twelve-Year-Old Bully (2015)